# Sofia de Waldeck
Sofia Henriqueta de Waldeck (3 de agosto de 1662 - 15 de outubro de 1702) foi uma princesa de Waldeck por nascimento e duquesa de Saxe-Hildburghausen.

## Vida
Sofia Henriqueta era filha do príncipe e marechal-de-campo Jorge Frederico de Waldeck e da sua esposa, a condessa Isabel Carlota de Nassau-Siegen.

## Casamento e descendência
Casou-se no dia 30 de novembro de 1680 em Bad Arolsen com  Ernesto, Duque de Saxe-Hildburghausen, um amigo e camarada do seu pai, com quem viveu na sua cidade natal até 1683. Depois de se concluir a construção do Castelo de Hildburghausen, o casal mudou-se para lá. Sofia era muito chegada ao seu filho mais velho, o futuro duque Ernesto Frederico I e foi ele que arranjou o casamento com a sua prima em segundo-grau, a condessa Sofia Albertina de Erbach-Erbach.
1. Ernesto Frederico I, Duque de Saxe-Hildburghausen (21 de agosto de 1681 - 9 de março de 1724), casado com a condessa Sofia Albertina de Erbach-Erbach; com descendência.
2. Sofia Carlota de Saxe-Hildburghausen (23 de dezembro de 1682 - 20 de abril de 1684), morreu com um ano e meio de idade.
3. Sofia Carlota de Saxe-Hildburghausen (23 de março de 1685 - 4 de junho de 1710), morreu com vinte-e-cinco anos de idade; sem descendência.
4. Carlos Guilherme de Saxe-Hildburghausen (25 de julho de 1686 - 2 de abril de 1687), morreu com nove meses de idade.
5. José de Saxe-Hildburghausen (5 de outubro de 1702 - 4 de janeiro de 1787), regente de Saxe-Hildburghausen. Casado com a princesa Maria Ana Vitória de Sabóia; sem descendência.

## Morte e legado
Sofia morreu em 1702, dez dias depois do nascimento do seu filho mais novo e pouco antes da cerimónia de casamento do seu filho mais velho. Foi a primeira pessoa a ser enterrada na cripta real da igreja do Palácio de Hildburghausen.
O pai de Sofia, que tinha morrido em 1692, não deixou herdeiros varões, o que fez com que os territórios do ramo de Waldeck-Eisenberg passassem para o ramo de Waldeck-Wildungen. A suserania de Culemborg, nos Países Baixos, foi herdada pela irmã mais velha de Sofia, Ana Luísa, e, após a morte desta, passou para Ernesto Frederico que a vendeu à província neerlandesa de Guéldria em 1748.

## Genealogia
| Sofia de Waldeck | Pai: Jorge Frederico de Waldeck           | Avô paterno: Wolrad IV, Conde de Waldeck     | Bisavô paterno: Josias I, Conde de Waldeck           |
| Sofia de Waldeck | Pai: Jorge Frederico de Waldeck           | Avô paterno: Wolrad IV, Conde de Waldeck     | Bisavó paterna: Maria de Barby-Mühlingen             |
| Sofia de Waldeck | Pai: Jorge Frederico de Waldeck           | Avó paterna: Ana de Baden-Hachberg           | Bisavô paterno: Jaime III, Marquês de Baden-Hachberg |
| Sofia de Waldeck | Pai: Jorge Frederico de Waldeck           | Avó paterna: Ana de Baden-Hachberg           | Bisavó paterna: Isabel de Culemborg-Pallandt         |
| Sofia de Waldeck | Mãe: Isabel Carlota de Nassau-Hilchenbach | Avô materno: Guilherme de Nassau-Hilchenbach | Bisavô materno: João VII, Conde de Nassau-Siegen     |
| Sofia de Waldeck | Mãe: Isabel Carlota de Nassau-Hilchenbach | Avô materno: Guilherme de Nassau-Hilchenbach | Bisavó materna: Madalena de Waldeck                  |
| Sofia de Waldeck | Mãe: Isabel Carlota de Nassau-Hilchenbach | Avó materna: Cristina de Erbach-Breuberg     | Bisavô materno: Jorge III, Conde de Erbach-Breuberg  |
| Sofia de Waldeck | Mãe: Isabel Carlota de Nassau-Hilchenbach | Avó materna: Cristina de Erbach-Breuberg     | Bisavó materna: Maria de Barby-Mühlingen             |